# Малько, Николай Андреевич
Никола́й Андре́евич Малько́ (22 апреля [4 мая] 1883, Браилов — 23 июня 1961, Сидней) — российский и советский дирижёр, с 1929 живший и работавший за рубежом.

## Биография
Малько учился на филологическом факультете Петербургского университета, затем в Петербургской консерватории по классам композиции у Николая Римского-Корсакова, Анатолия Лядова, Александра Глазунова, дирижирования — у Николая Черепнина, совершенствовался в Мюнхене у Феликса Мотля. Дебютировал в 1909 году в качестве ассистента дирижёра балета в Мариинском театре, незадолго до революции получил место главного дирижёра.
В начале советской эпохи Малько, положительно относившийся к новой власти, стал одной из ведущих фигур музыкального общества. В 1918—1921 гг. Н. А. Малько возглавлял Витебскую народную консерваторию (первый руководитель) и симфонический оркестр. В 1922—1924 гг. профессор консерваторий в Москве, Харькове и Киеве (вёл класс в Киевском музыкально-драматическом институте имени Н. В. Лысенко (1924—1925)), затем главный дирижёр филармонии и профессор консерватории в Ленинграде (1925—1928). Руководил различными оркестрами (в том числе Ленинградским филармоническим), осуществил ряд премьер, среди которых — Пятая симфония Мясковского (1920), Первая Шостаковича (1926).
В 1929 покинул СССР, работая в качестве приглашённого дирижёра в Вене, Праге, Копенгагене, Лондоне и других городах. В 1940 поселился в Чикаго, затем руководил различными коллективами в США (в частности, Симфоническим оркестром Гранд-Рапидс в 1942—1946 гг.) и преподавал в колледже Миллс в Калифорнии. С 1957 руководил симфоническим оркестром Сиднея, в 1959 г. гастролировал с ним в СССР.
Игру оркестра под управлением Малько отличали живость интерпретации и безупречная техническая точность. Дирижёр сделал ряд записей с Копенгагенским королевским и Лондонским филармоническим оркестрами, написал книгу об искусстве дирижирования «Дирижёр и его палочка» (The Conductor and his Baton), изданную в Копенгагене.
С 1963 года в столице Дании Копенгагене один раз в 4 года проводится Международный конкурс дирижёров имени Н. А. Малько
Ученики: Лео Гинзбург, Александр Мелик-Пашаев, Евгений Микеладзе, Евгений Мравинский, Илья Мусин, Николай Рабинович, Глеб Таранов, Борис Хайкин, Исай Шерман, Марк Шнейдерман.